# Перу (Канзас)
Перу (англ. Peru) — місто (англ. city) в США, в окрузі Шотоква штату Канзас. Населення — 101 особа (2020).

## Географія
Перу розташований за координатами 37°4′49″ пн. ш. 96°5′46″ зх. д. / 37.08028° пн. ш. 96.09611° зх. д. (37.080383, -96.096204).  За даними Бюро перепису населення США в 2010 році місто мало площу 0,82 км², уся площа — суходіл.

## Демографія
Згідно з переписом 2010 року, у місті мешкало 139 осіб у 67 домогосподарствах у складі 36 родин. Густота населення становила 169 осіб/км².  Було 99 помешкань (120/км²).
Расовий склад населення:
| - 82,0 % — білих - 8,6 % — корінних американців |

До двох чи більше рас належало 8,6 %. Частка іспаномовних становила 3,6 % від усіх жителів.
За віковим діапазоном населення розподілялося таким чином: 16,5 % — особи молодші 18 років, 61,2 % — особи у віці 18—64 років, 22,3 % — особи у віці 65 років та старші. Медіана віку мешканця становила 49,3 року. На 100 осіб жіночої статі у місті припадало 120,6 чоловіків;  на 100 жінок у віці від 18 років та старших — 132,0 чоловіків також старших 18 років.
Середній дохід на одне домашнє господарство  становив 43 275 доларів США (медіана — 31 250), а середній дохід на одну сім'ю — 50 211 долар (медіана — 33 625). За межею бідності перебувало 14,9 % осіб, у тому числі 18,8 % дітей у віці до 18 років та 5,6 % осіб у віці 65 років та старших.
Цивільне працевлаштоване населення становило 83 особи. Основні галузі зайнятості: освіта, охорона здоров'я та соціальна допомога — 44,6 %, сільське господарство, лісництво, риболовля — 18,1 %, будівництво — 10,8 %, роздрібна торгівля — 8,4 %.